# 大埔区

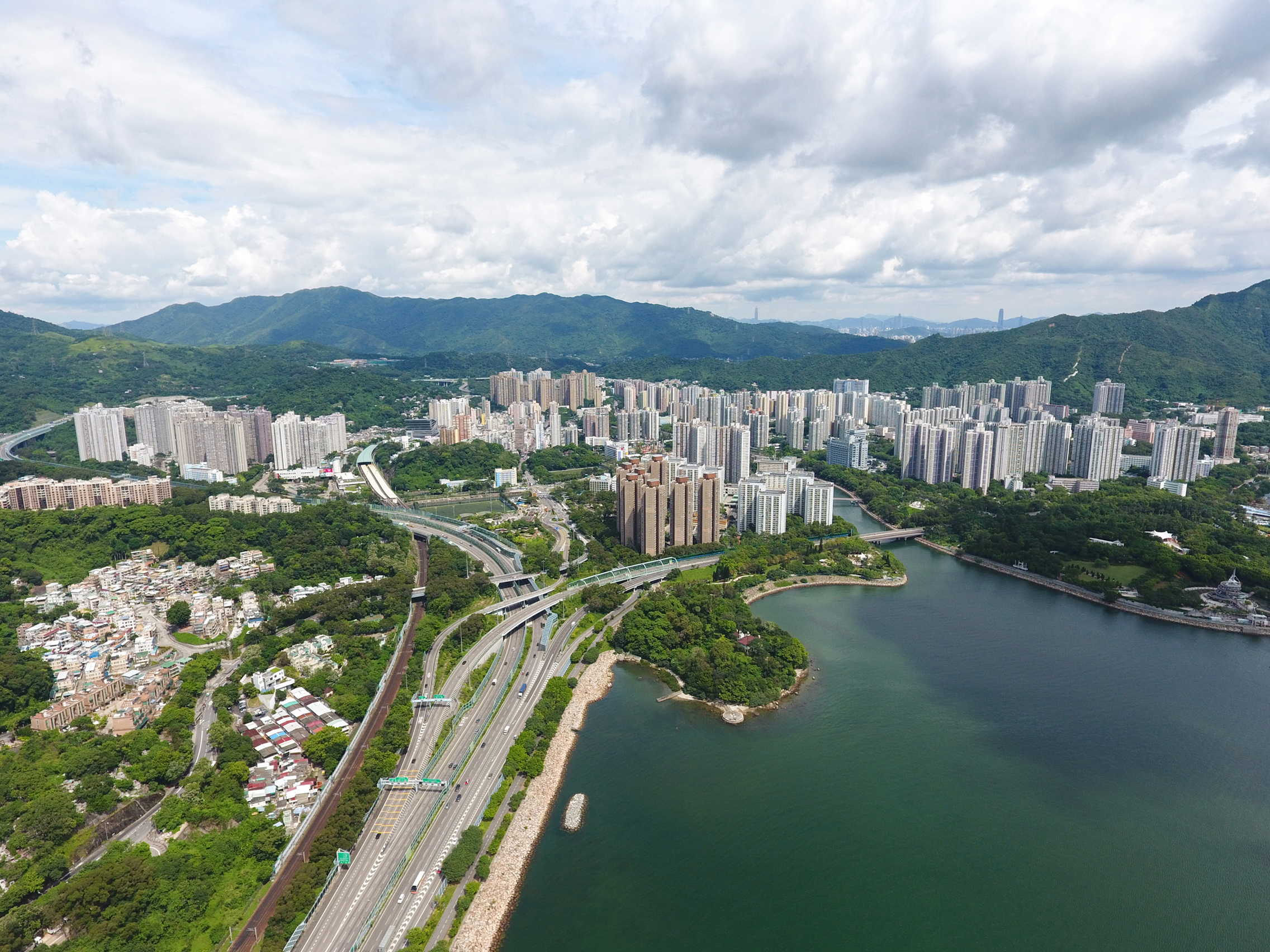
大埔ニュータウン

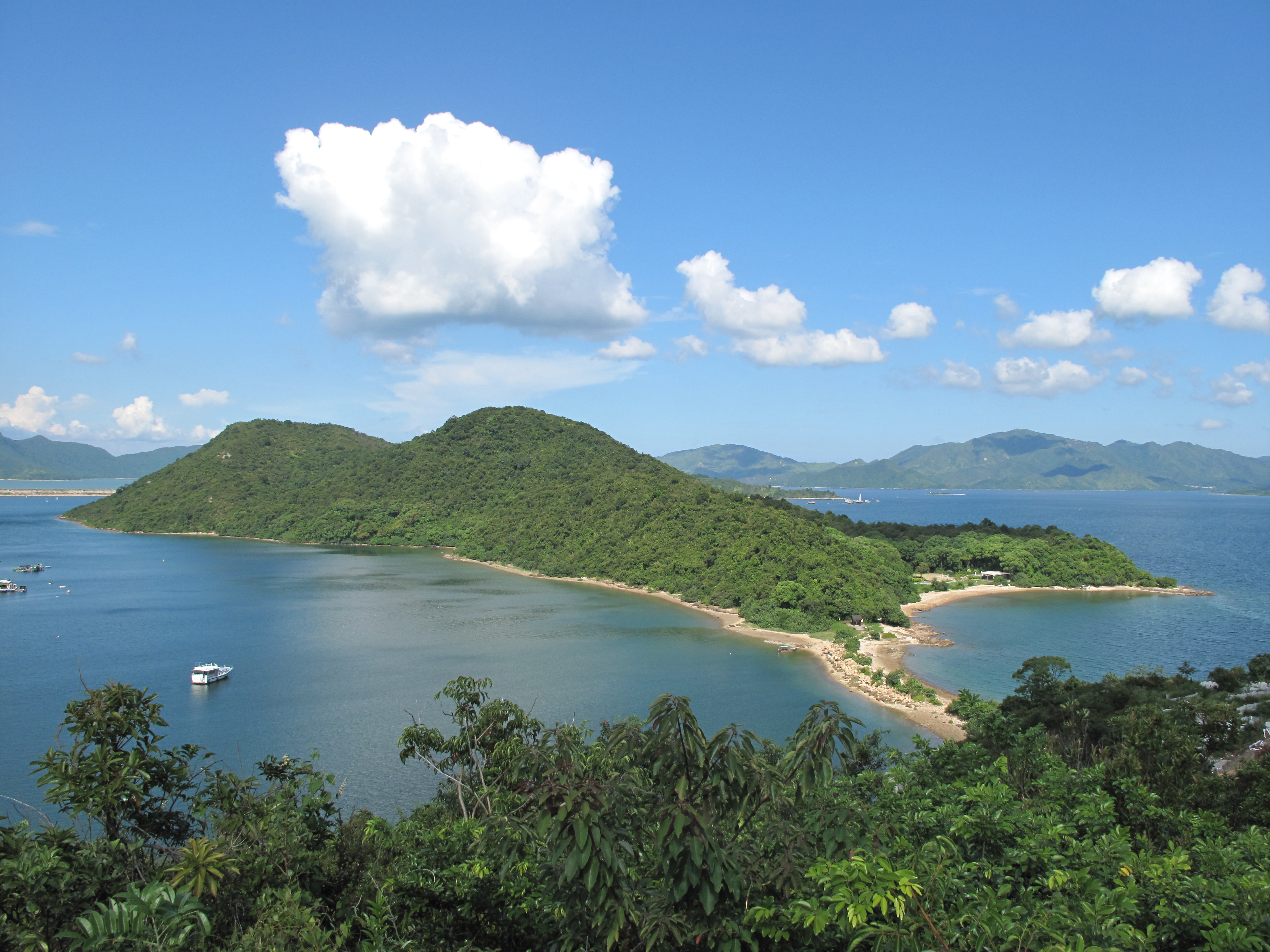
馬屎洲

大埔区（だいほく、広東語読み：タイポーキョイ）は、香港の18の行政区画のひとつ。大埔、大埔滘、汀角、白石角、船湾、林村谷、およびの西貢半島の北部、赤門海峡の両岸はこの区域内である。新界に位置する。
元朗と同様、「大埔墟」と称される伝統的な市場町（墟市）から発展した街である。その後は墟市周辺と、林村河と大埔河河口部の埋立地に大埔ニュータウン（大埔新市鎮）が開発された。面積は香港18区で離島区に次ぐ2位だが、区内の人口密度は香港で3番目に低い。

## 教育

### 大学
- 香港教育大学

### 中学校
- 救恩書院（中国語版）
- 王肇枝中学（中国語版）
- 神召会康楽中学（中国語版）
- 孔教学院大成何郭佩珍中学（中国語版）
- 聖公会莫寿増会督中学
- 恩主教書院（中国語版）
- 迦密柏雨中学（中国語版）
- 新界郷議局大埔区中学（中国語版）
- 南亜路徳会沐恩中学（中国語版）
- 中華基督教会馮梁結紀念中学
- 香港道教聯合会円玄学院第二中学（中国語版）
- 香港紅卍字会大埔卍慈中学（中国語版）
- 香港教師会李興貴中学（中国語版）
- 迦密聖道中学（中国語版）
- 中華聖潔会霊風中学（中国語版）
- 霊糧堂劉梅軒中学（中国語版）
- 港九街坊婦女会孫方中書院（中国語版）
- 仏教大光慈航中学（中国語版）
- 大埔三育中学（英語版）
- 羅定邦中学（中国語版）

### 小学校
- 大埔浸信会公立学校
- 大埔官立小学（中国語版）
- 天主教聖母聖心小学（中国語版）
- 大埔旧墟公立学校
- 新界婦孺福利会梁省徳学校（中国語版）
- 聖公会阮鄭夢芹小学
- 香港道教聯合会雲泉呉礼和紀念学校
- 大埔崇徳黄建常紀念学校
- 三水同郷会禤景栄学校
- 港九街坊婦女会孫方中小学（中国語版）
- 林村公立黄福鑾紀念学校（中国語版）
- 保良局田家炳小学（中国語版）
- 仁済医院蔡衍濤小学
- 大埔循道衛理小学（中国語版）
- 保良局田家炳千禧小学（中国語版）
- 香港教育大学賽馬会小学
- 大埔旧墟公立学校（宝湖道）
- 聖公会阮鄭夢芹銀禧小学（中国語版）
- 新界婦孺福利会基督教銘恩小学（中国語版）（2023年開校予定）
- 五旬節聖潔会永光小学（中国語版）
- 徳萃小学（中国語版）

### 特別支援学校
- 香港耀能協会賽馬会田綺玲学校（広東語版）
- 匡智松嶺学校（広東語版）
- 匡智松嶺第二校（広東語版）
- 匡智松嶺第三校（広東語版）

### 国際学校
- 沙頭角国際学校（英語版）
- マルバーン・カレッジ・香港（英語版）
- アメリカンスクール香港（英語版）
- ノルウェー国際学校（英語版）
- 香港日本人学校大埔校（小学部）

## 島
- 丫洲
- 崩紗排
- 杉排
- 洲仔角
- 扯里排
- 赤洲
- 銀洲
- 孝子角排
- 蜆排
- 弓洲
- 馬屎洲
- 媽印排
- 磨洲
- 東平洲
- 三杯酒
- 沙排
- 石牛洲
- 燈洲
- 塔門洲
- 鉄樹排
- 湾仔排
- 烏洲
- 洋洲

## 交通

### 鉄道
- 香港MTR
  - ■東鉄線

（金鐘方面）- 大埔墟駅 - 太和駅 -（羅湖方面）

### 道路
幹線道路
- ：吐露港公路（中国語版）、粉嶺公路（中国語版）

市区道路
- 大埔公路（中国語版）
- 南運路（中国語版）
- 汀角路（中国語版）
- 大埔太和路（中国語版）
- 広福道（中国語版）
- 完善路
- 宝郷街

郊区道路
- 汀角路（中国語版）
- 大埔公路（中国語版）
- 林錦公路（中国語版）
- 西沙路（中国語版）
- 北潭路
- 新娘潭路（中国語版）
- 海下路